# 日本OSS貢献者賞
日本OSS貢献者賞（にほんおーえすえすこうけんしゃしょう）とは、オープンソースソフトウェア（OSS）開発の振興を図ることを目的に、影響力のある開発プロジェクトを創造・運営した開発者や、グローバルプロジェクトにおいて活躍する卓越した開発者、OSS普及への貢献者を表彰するものである。2005年に創設され、日本OSS推進フォーラムおよび 独立行政法人情報処理推進機構 などが主催する。2009年度からは、日本OSS奨励賞が設けられ、同時に表彰されている。

## 受賞対象
受賞対象は大きく「OSS開発分野」と「OSS普及促進分野」とされている。ただし、受賞者がどちらの分野で評価されたかは明示されていない。

### OSS開発分野
国内・国外を問わず、影響力のあるOSS 開発プロジェクトの創造・運営や、卓越した開発者として活躍するなど、OSSプロジェクトにおいて中心的な役割を果たしている開発者を対象。開発 基盤やOS・ミドルウェア、アプリケーション、デスクトップ、サーバ、組み込み分野など、幅広い分野の中で活躍するOSS開発者が対象

### OSS普及促進分野
OSSの発展・普及に大きく貢献した人、OSSコミュニティやマーケットに大きな影響を与えた人を対象。コミュニティの形成、OSSの認知、ドキュメンテーション、人材育成、標準化などに大きく貢献された人が対象

## これまでの実施、受賞者

### 第10回
日本OSS推進フォーラムが主催となり実施され、2015年10月24日に オープンソースカンファレンス 2015 Tokyo/Fallの会場内にて授賞式が開催された。審査委員長は 筧捷彦（早稲田大学 理工学術院 基幹理工学部/研究科 情報理工学専攻 教授）、実行委員長は 濱野賢一朗 （株式会社NTTデータ）。
| 受賞者     | 受賞理由                                    |
| ---------- | ------------------------------------------- |
| 岡島順治郎 | レイヤファイルシステムaufsの開発            |
| 奥一穂     | HTTP2サーバ H2O 等の開発をリード            |
| 亀澤寛之   | Linuxカーネルにおけるcgroups等の開発        |
| 古橋貞之   | MessagesPack、Fluentd、Embulk等の開発を主導 |

### 第9回
日本OSS推進フォーラムが主催となり実施され、2014年2月28日に オープンソースカンファレンス 2014 Tokyo/Springの会場内にて授賞式が開催された。審査委員長は 筧捷彦（早稲田大学 理工学術院 基幹理工学部/研究科 情報理工学専攻 教授）、実行委員長は 濱野賢一朗 （株式会社NTTデータ）。
| 受賞者     | 受賞理由                                                                                            |
| ---------- | --------------------------------------------------------------------------------------------------- |
| 海外浩平   | OSSのセキュリティ機能強化の推進、PG-Stromの開発など                                                 |
| 成瀬ゆい   | Rubyの多言語化に関する仕様策定と実装                                                                |
| 羽鳥健太郎 | 小江戸らぐを長年にわたり主宰                                                                        |
| 藤野圭一   | Apache Tomcatの安定稼働に向け、多くのパッチの提供・開発等を継続                                     |
| 高橋信頼   | 自ら多くのコミュニティに参加もしながら、OSS活動の取材を続けることで、普及啓蒙に大きく貢献（特別賞） |

### 第8回
日本OSS推進フォーラムが主催となり実施され、2013年2月22日に オープンソースカンファレンス 2013 Tokyo/Springの会場内にて授賞式が開催された。審査委員長は 筧捷彦（早稲田大学 理工学術院 基幹理工学部/研究科 情報理工学専攻 教授）、実行委員長は 濱野賢一朗 （株式会社NTTデータ）。
| 受賞者         | 受賞理由                                                        |
| -------------- | --------------------------------------------------------------- |
| とみたまさひろ | MySQLのコミュニティ成長に貢献                                   |
| 小林哲之       | Android開発とLinuxカーネルの両面にわたり貢献                    |
| 半田哲夫       | TOMOYO Linuxの主開発者、セキュリティ強化Linuxの普及と活用に貢献 |
| 吉田浩平       | LibreOfficeやOpenOffice.orgのCalcの主開発者                     |

### 第7回
日本OSS推進フォーラムが主催となり実施され、2012年3月16日に オープンソースカンファレンス 2012 Tokyo/Springの会場内にて授賞式が開催された。審査委員長は 筧捷彦（早稲田大学 理工学術院 基幹理工学部/研究科 情報理工学専攻 教授）、実行委員長は 岩岡 泰夫 （日本電気株式会社）。これまでは実施回を「2010年度」のように年度で表記していたが、通算の実施回数に改められた。
| 受賞者   | 受賞理由                                                     |
| -------- | ------------------------------------------------------------ |
| 川口耕介 | Jenkinsの開発や普及啓蒙活動                                  |
| 平松雅巳 | LKST、SystemTap、Ftrace、Perfの開発などLinuxの品質向上に貢献 |
| 法林浩之 | OSS関連イベントの開催を継続                                  |
| 森啓介   | Heartbeat/Pacemakerの安定したプロダクトリリースに貢献        |

### 2010年度
独立行政法人 情報処理推進機構 が主催となり実施され、2010年10月28日に IPA Forum 2010 の会場内にて授賞式が開催された。審査委員長は 竹内郁雄（東京大学 名誉教授）、実行委員長は 濱野賢一朗 （株式会社NTTデータ）。
| 受賞者   | 受賞理由                                                        |
| -------- | --------------------------------------------------------------- |
| 酒徳峰章 | 日本語プログラミング言語「なでしこ (プログラミング言語)」の開発 |
| 須崎有康 | KNOPPIX日本語版の開発と継続したリリース                         |
| 曽田哲之 | NetBSDへの貢献                                                  |
| 武藤健志 | Debian Project公式開発者                                        |

### 2009年度
独立行政法人 情報処理推進機構 が主催となり実施され、2009年10月29日に IPA Forum 2009 の会場内にて授賞式が開催された。審査委員長は 相磯秀夫（東京工科大学 理事）、実行委員長は 濱野賢一朗 （株式会社NTTデータ）。
| 受賞者                               | 受賞理由                                                                                         |
| ------------------------------------ | ------------------------------------------------------------------------------------------------ |
| 小崎資広                             | 日本のLinuxカーネル開発量の拡大へ貢献                                                            |
| 瀧田佐登子                           | FirefoxをはじめとするMozilla製品の普及において、中心的な立場で活動に貢献                         |
| フェルナンド・ルイス・バスケス・カオ | Linuxカーネル開発について、特に「カーネルクラッシュダンプ」と「ディスク I/O 制御／仮想化」に貢献 |
| 本田茂広                             | PostgreSQLを中心に日本語ドキュメント整備に貢献                                                   |

### 2008年度
独立行政法人 情報処理推進機構 が主催となり実施され、2008年10月29日に IPA Forum 2008 の会場内にて授賞式が開催された。審査委員長は 相磯秀夫（東京工科大学 理事）、実行委員長は 濱野賢一朗 （リナックスアカデミー 学校長）。
| 受賞者   | 受賞理由                                                            |
| -------- | ------------------------------------------------------------------- |
| 石井達夫 | PostgreSQLの開発、発展、普及に大きく貢献                            |
| 奥地秀則 | ブートローダGRUBの主要開発者で、GRUB2では中心となって、設計・開発   |
| 中野雅之 | Firefoxの開発に関わり、日本語入力システムとの連携機能等の実装に貢献 |
| 宮原徹   | オープンソースカンファレンス を立ち上げ、中心的な立場で活動を推進   |

### 2007年度
独立行政法人 情報処理推進機構 が主催となり実施され、2007年10月30日に IPA Forum 2007 の会場内にて授賞式が開催された。審査委員長は 相磯秀夫（東京工科大学 学長）、実行委員長は 濱野賢一朗 （リナックスアカデミー 学校長）。
| 受賞者   | 受賞理由                                                                           |
| -------- | ---------------------------------------------------------------------------------- |
| 小山哲志 | 日本PHPユーザ会における技術者育成をはじめとしたOSS普及促進への貢献                 |
| 笹田耕一 | Rubyを高速化するシステムYARV (Yet Another Ruby VM) の開発をはじめとしたOSSへの貢献 |
| 佐藤嘉則 | 組み込み向けCPUへのLinuxの移植をはじめとしたOSSへの貢献                            |
| 松本裕治 | 日本語形態素解析システム「茶筌 (ChaSen)」の開発をはじめとした OSSへの貢献          |

### 2006年度
独立行政法人 情報処理推進機構 が主催となり実施され、2006年10月24日に IPA Forum 2006 の会場内にて授賞式が開催された。審査委員長は 相磯秀夫（東京工科大学 学長）、実行委員長は 濱野賢一朗 （リナックスアカデミー 学校長）。
| 受賞者                | 受賞理由                              |
| --------------------- | ------------------------------------- |
| 比嘉康雄              | Seasarの開発                          |
| 平林俊一              | WideStudio/MWTの開発プロジェクト      |
| 山本博之 (プログラマ) | Sylpheedの開発                        |
| 吉藤英明              | IPv6プロトコルスタック「USAGI」の開発 |

### 2005年度
日本OSS推進フォーラムが主催となり実施され、2005年8月23日に授賞式が開催された。審査委員長は 徳田英幸（慶応義塾大学 教授）、実行委員長は 山田伸一 （株式会社NTTデータ 執行役員）。
| 受賞者           | 受賞理由                                       |
| ---------------- | ---------------------------------------------- |
| 鵜飼文敏         | Debian Projectの主要メンバー                   |
| 高橋浩和         | Linuxカーネル開発への参画                      |
| 高林哲           | Namazu、quickml、gonzuiの開発/プロジェクト運営 |
| まつもとゆきひろ | Rubyの開発/プロジェクト運営                    |